# Arlington (Washington)
Arlington é uma cidade localizada no estado norte-americano de Washington, no Condado de Snohomish.

## Demografia
Segundo o censo norte-americano de 2000, a sua população era de 11.713 habitantes. 
Em 2006, foi estimada uma população de 16.090, um aumento de 4377 (37.4%).

## Geografia
De acordo com o United States Census Bureau tem uma área de 
19,6 km², dos quais 19,6 km² cobertos por terra e 0,0 km² cobertos por água.

## Localidades na vizinhança
O diagrama seguinte representa as localidades num raio de 12 km ao redor de Arlington. 